# Yoshikazu Isoda
Yoshikazu Isoda (礒田 由和?, Isoda Yoshikazu; 27 maggio 1965) è un ex calciatore giapponese, di ruolo difensore.

## Carriera
Ha totalizzato una trentina di presenze nella massima divisione giapponese.